# Lithobium cordatum
Lithobium es un género monotípico de plantas fanerógamas pertenecientes a la familia Melastomataceae. Su única especie: Lithobium cordatum, es originaria de Brasil donde se encuentra en el Cerrado.

## Taxonomía
El género fue descrito por August Gustav Heinrich von Bongard  y publicado en Mém. Acad. Imp. Sci. St.-Pétersbourg, Sér. 6, Sci. Math. 4: 140. 1838. La especie fue aceptada y publicado en Mém. Acad. Imp. Sci. Saint-Pétersbourg, Sér. 6, Sci. Math., Seconde Pt. Sci. Nat. 4(2, Bot.): 141 (fig. 2). 1838